# Seán O’Faoláin
Seán O’Faoláin, właśc. John Francis Whelan (ur. 22 lutego 1900 w Corku, zm. 20 kwietnia 1991 w Dublinie) – irlandzki pisarz.
Pisał przez 60 lat, począwszy od lat dwudziestych. W swoich utworach poruszał współczesne problemy społeczne i obyczajowe Irlandii.
Uczył się w Presentation Brothers Secondary School. Walczył w irlandzkiej wojnie o niepodległość. Ukończył studia na Narodowym Uniwersytecie Irlandii oraz Uniwersytecie Harvarda.
W latach 1940–1946 był redaktorem periodyku literackiego The Bell, dla którego pisało wielu znanych irlandzkich pisarzy takich jak: Patrick Kavanagh, Flann O’Brien, Frank O’Connor i Brendan Behan. Od 1957 do 1959 pełnił funkcję dyrektora Arts Council of Ireland. W 1986 został wybrany Saoi.
W 1929 ożenił się z Eileen Gould. Mieli córkę Julię.

## Dzieła
- Midsummer Night Madness and Other Stories (1932, zbiór opowiadań)
- A Nest of Simple Folk (1933, powieść)
- Bird Alone (1936, powieść)
- A Purse of Coppers (1937) (wyd.pol 2000,O Świętości i Whiskey)
- A Life of Daniel O’Connell (1938, biografia)
- An Irish Journey (1940)
- Come Back to Erin (1940, powieść)
- The Great O’Neill (1942, biografia Hugh O’Neilla)
- The Irish: A Character Study (1947)
- The Man Who Invented Sin (1948, zbiór opowiadań)
- Vive moi! (1964, wspomnienia)
- The Heat of the Sun, Stories and Tales (1966, zbiór opowiadań)
- The Talking Trees (1971, zbiór opowiadań)
- Foreign Affairs, and Other Stories (1976, zbiór opowiadań)
- Selected Stories (1978, zbiór opowiadań)
- And Again? (1979, powieść)
- Collected Stories of Sean O’Faolain I (1980, zbiór opowiadań)